# Ngouri
 Ngouri  è un comune del Ciad situata nel dipartimento di Wayi, provincia del Lago.
È il capoluogo del dipartimento.